# Phalaenopsis bellina
Phalaenopsis bellina ist eine Art aus der Gattung Phalaenopsis innerhalb der Familie der Orchideen (Orchidaceae). 

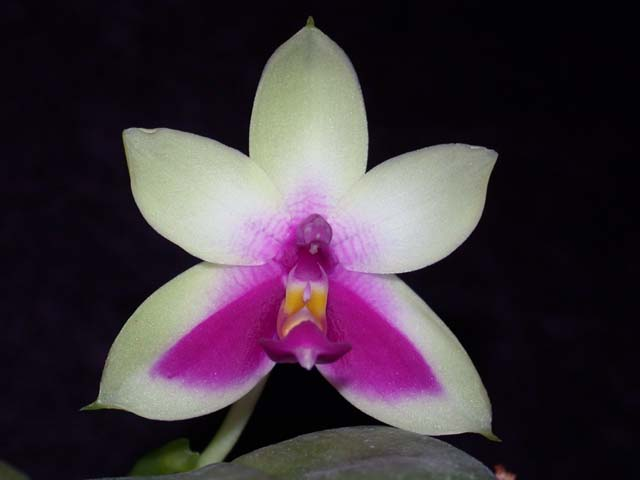
Blüte

## Beschreibung
Phalaenopsis bellina ist eine monopodial wachsende Orchidee, die überwiegend epiphytisch wächst. Sie besitzt etwa 30 cm lange und 10–12 cm breite, rundlich geformte Laubblätter, die sich ledrig anfühlen.
Die zygomorphen Blüten strömen einen intensiven Duft aus und sind 5–6 cm groß. Die weißen Blütenhüllblätter weisen grünlich-weiße bis grünlich-gelbe Spitzen auf. Ihre Mitte, der Ansatz der dorsalen Sepalen und Petalen, die Säule sowie etwa die Hälfte der lateralen Sepalen sind rot-violett bis blau-violett gefärbt. 
Die Blüten strömen einen intensiven Duft aus. Nach der Bestäubung bilden sich die Blütenhüllblätter zurück und werden grün (Blütenmetamorphose). Es entwickeln sich 7–10 cm lange, hellgrüne Kapselfrüchte.

## Verbreitung
Phalaenopsis bellina ist endemisch auf Borneo beheimatet. 

## Taxonomie
Phalaenopsis bellina (Rchb.f.) Christenson wurde 1995 von Eric Alston Christenson in der Zeitschrift Brittonia Band 47 Teil 1, Seite 58 beschrieben. Vorher waren Pflanzen dieser Art als Borneo-Typ von Phalaenopsis violacea bekannt. Basionym dieser Art ist die 1884 von Heinrich Gustav Reichenbach in The Gardeners Chronicle n.s. Band 62, Seite 262 beschriebene Varietät Phalaenopsis violacea var. bellina Rchb.f.

## Ähnlichkeit zu anderen Arten
Aufgrund der ähnlichen Lippe beider Arten wurde Phalaenopsis bellina lange als "Borneo"-Typ von Phalaenopsis violacea betrachtet.  
Auch die Morphologie des Kallus, ein ansonsten gebräuchliches Merkmal zur Unterscheidung eng verwandter Phalaenopsis-Arten, unterscheidet sich nicht. 
In Phalaenopsis - A Monograph schreibt Christenson von möglichen Unterscheidungsmerkmalen: Demnach seien die Petalen bei Phalaenopsis bellina eher eiförmig, bei Phalaenopsis violacea elliptisch. Während bei Phalaenopsis violacea die Petalen weniger als 0,7 cm breit seien, so sind diese bei Phalaenopsis bellina in der Regel mehr als 1,3 cm breit. Die Spitzen der Sepalen formen dort ein gleichschenkliges Dreieck, während bei Phalaenopsis violacea ein gleichseitiges Dreieck geformt werde. 
Eine Duftanalyse zeigte außerdem, dass beide Arten deutlich verschiedene Düfte ausströmen. Bei Phalaenopsis bellina besteht der Duft fast ausschließlich aus Geraniol (64 %) und Linalool (32 %). Bei Phalaenopsis violacea sind diese Bestandteile auch enthalten, dabei dominiert jedoch der Anteil an Elemicin (55 %) und Zimtalkohol (27 %). Daraus resultiere bei Phal. violacea ein eher würziger Duft, während bei Phal. bellina ein zitronenartiger Duft die Folge sei.